# Pyrus pyrifolia

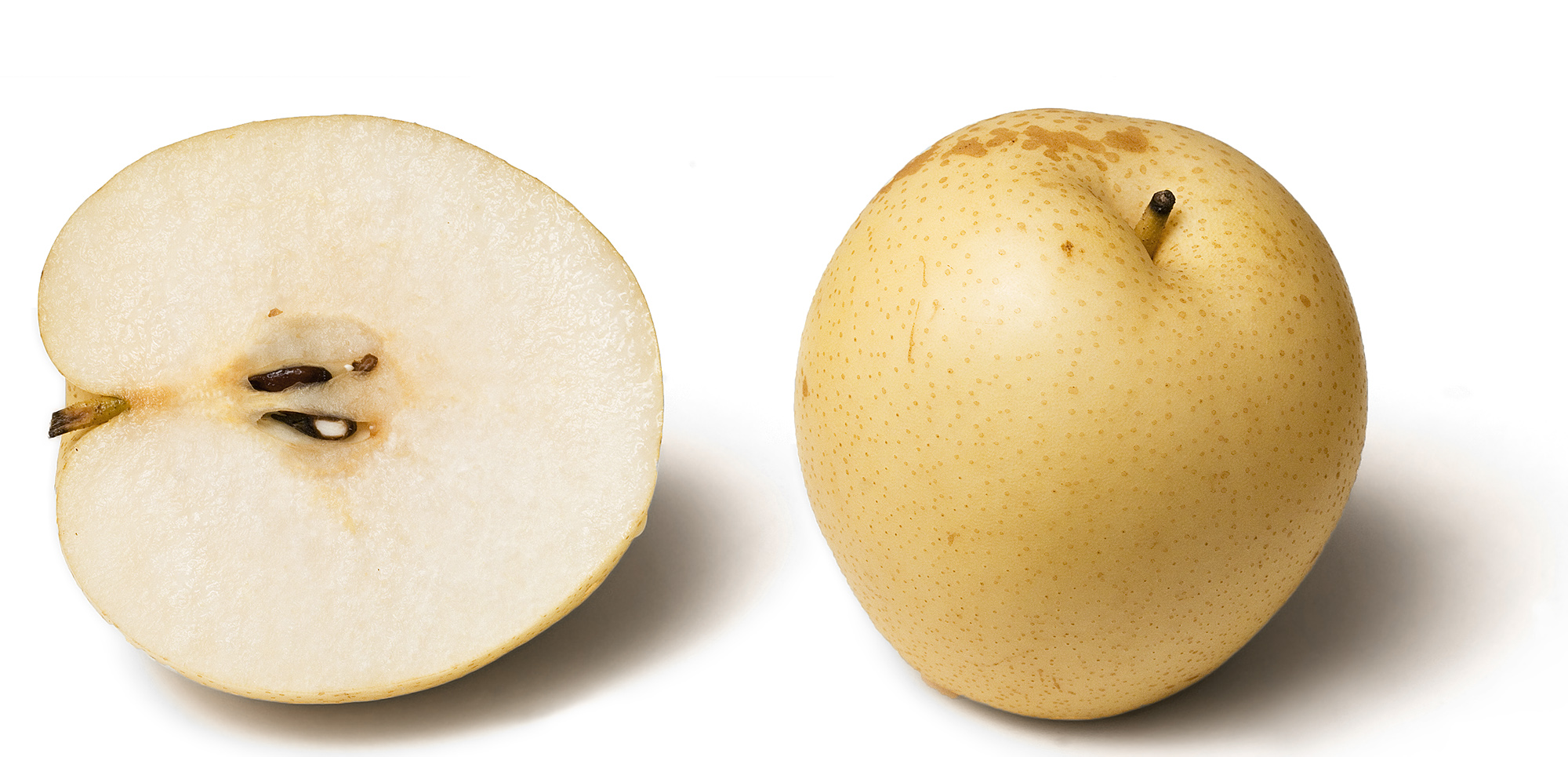
Nashi pear (Pyrus pyrifolia)

Pyrus pyrifolia là một loài lê bản địa của Trung Quốc, Nhật Bản và Hàn Quốc. Cây này có quả ăn được có nhiều tên gọi khác nhau như: lê châu Á, lê Trung Quốc, lê Hàn Quốc, lê Nhật Bản, lê Đài Loan, và lê cát (Hán Việt: 沙梨, sa lê). Cùng với loài lai P. × bretschneideri và P. ussuriensis, chúng cũng được gọi là lê nashi.

## Trồng trọt
Các giống cây trồng được chia thành 2 nhóm. Hầu hết chúng thuộc nhóm Akanashi ('lê đỏ'), và vỏ có màu vàng nâu. Nhóm Aonashi ('lê xanh') vỏ có màu vàng lục.
Các giống được trồng chủ yếu gồm:
- 'Chojuro' (ja:長十郎, Nhật Bản, 1893?)[5][6]
- 'Kosui' (ja:幸水, Nhật Bản, 1959; giống được trồng chủ yếu ở Nhật Bản),[7][8]
- 'Hosui' (ja:豊水, Nhật Bản, 1972)[9][10]
- 'Imamuraaki' (ja:今村秋, Nhật Bản, bản địa)[11]
- 'Nijisseiki' (ja:二十世紀, Nhật Bản, 1898; tên có nghĩa là "thế kỷ 20", hay còn đánh vần là 'Nijusseiki')[12][13]
- 'Niitaka' (ja:新高, Nhật Bản, 1927)[14][15]
- 'Okusankichi' (ja:晩三吉, Nhật Bản, bản địa)[16][17]
- 'Shinko' (ja:新興, Nhật Bản, 1941)[18][19]
- 'Whangkeum' (ko:황금, zh:黄金, Hàn Quốc, 1984, 'Niitaka' x 'Nijisseiki')